# بیلی پاول (بازیکن فوتبال)
بیلی پاول (انگلیسی: Billy Powell; ۲۱ ژانویهٔ ۱۹۰۱ – ۱۹۸۱ (۷۹−۸۰ سال)) بازیکن فوتبال بود.
از باشگاه‌هایی که در آن بازی کرده‌است می‌توان به باشگاه فوتبال گریمزبی تاون اشاره کرد.